# Гурбановци
Гурбановци е село в Западна България,  в община Кюстендил, област Кюстендил.
Названието  на селото произлиза от името на първия заселник - според местно предание, на родения тук Гурбан войвода.
Гранично село от 1919 г.- след решението на Ньойския договор  землището на селото граничи с Р Сърбия. Този договор затруднява селяните, много от имотите им остават оттатък
границата. Трябвало да ходят в с.Бистър, за да платят данъка на имотите си зад граница и да получат разрешение  - тефтер "прелазница", на който има залепена снимка, документ 
даващ им право да обработват земите си там. Записвало се е с какъв инвентар и добитък преминават - с тях е трябвало да се върнат в определен час. Това е продължило до 1949 г., като се изключат годините 1941-1944 г.
Дълги години /до 1990/ близо до селските гробище има гранична застава.
През землището му минава дълбоко врязаната долина на Гурбановски поток. Десният бряг на реката е обрасъл изключително с вековни букови гори, които въпреки сечта са запазени там, където все още няма прокарани горски пътища.
Гурбановци не е типично каменишко село, тъй като хидрографски принадлежи към водосборния басейн на р. Драговищица.

## География
Село Гурбановци се намира в  Чудинската планина, по левия долинен склон в горното течение  на Ломничка река, която тук се нарича Гурбановска река /поток/.
Надморски височини /средни/ при махалите - 1170-1260 м.
Планинско село. През него се минава, за да се стигне до най-високия връх в Чудинската планина - Арамлия /1496 м/, който се намира на около 1,4 км  север-северозапдно от селото, на българо-сръбската граница.
Отстои на 35 км северозападно от гр.Кюстендил по пътя Кюстендил-Гърляно-Долно село-Кутугерци - Гурбановци. Съществува и друг път: Кюстендил-Соволяно-Ломница- Ивановци- Гурбановци,
почти със същото разстояние. И двата пътя  в последните 6-7 км са черни и изровени. 
Автобусна връзка селото няма и не е имало. Хората пътуват с автобус от Кюстендил до Ивановци,  също с автобус или влак до с. Кутугерци, а след това пеша по черен път.
Селото е разпръснат тип, образувано от 3 махали: Горна, Средна  и Долна..
Климат: умерен, преходно-континентален, с полупланински характер.
През годините селото принадлежи към следните административно-териториални единици: община Ломница (1883-1920), от 1920 г. - към кметство Церовица, Долноселска община, от 1952 г. е към 
кметство Кугугерци .Към кметство Кутугерци е и при Гюешевска селищна система /1978-1983/ , а след това и към Гърлянска селищна система /1983-1987/. След това е  към кметство Кутугерци, община Кюстендил. От 2018 г. селото административно се обслужва от кметския наместник  на с. Ломница.
През 1866 г. Гурбановци е имало 9 домакинства с 67 жители.. Към 2021 г. целогодишно живеят 2 души.
| Година    | 1880 | 1900 | 1920 | 1926 | 1934 | 1946 | 1956 | 1965 | 1975 | 1984 | 1992 | 2001 | 2010 | 2021 |
| Население | 87   | 146  | 171  | 196  | 217  | 157  | 86   | 37   | 27   | 16   | 16   | 7    | 5    | 2    |

## История
Село Гурбановци е старо средновековно селище, регистрирано в турски данъчен регистър от 1570-1572 г. под името Гурбановци като зиамет към нахия Ълъджа (Кюстендил) на Кюстендилския санджак с 11 домакинства, 10 ергени, 5 бащини и 1 вдовица.
В края на XIX век селото има 2293 декара землище, от които 329 дка гори, 1091 дка ниви, 373 дка естествени ливади и 500 дка пасища и се отглеждат 428 овце, 62 говеда и 24 коня.
Основен поминък на селяните са били земеделието, животновъдството, дърводобив, производство на дървени въглища и домашни занаяти. Имало 1 воденица и 2 шивачи.
Имотът за обработка е бил малко, с лошо качество. Доходите са били ниски. В миналото са сеели елда - признак за слабо плодородна почва. Произвеждали са главно високопланинска
ръж, овес, ечемик, картофи.
През 1930 г. е открито начално  училище в частна къща През 1932 г. е построена нова училищна сграда. Училище "Васил Левски" е закрито през 1960 г.
През 1943/44 г. в селото се отглеждат 663 овце, 73 говеда, 34 коня, 17 свине и 126 птици.
През 1958 г. заедно със селата Кутугерци и Леска е учредено ТКЗС „Заря“. От 1960 г. е към ДЗС Кюстендил, филиал Долно село. От 1963 г.  към ДЗС Раненци. От 1971 г. към АПК Кюстендил,
филиал Долно село, а от 1979 г. - към АПК "Румена войвода " Гърляно. 
По време на колективните стопанства се отглеждат картофи, развива се животновъдство - главно овцевъдство /две стада/. Имало е два овчарника.
След промените през 1991 г. дейността на АПК е прекратена, следва ликвидация и връщане на земята на бившите собственици или техните наследници. Върнатата земя запустява
и често се преорава от дивите прасета.
Селото е електрифицирано (1974).
Махалите са водоснабдени от местността Грао (1980). 
В селото е имало миграционни процеси още след Освобождението, особено много след Ньойския договор /1919/ и след промените /1990/, като се стига до обезлюдяване.
Село Гурбановци е не със заглъхващи, а с пресъхващи функции...

## Религии
В селото не е имало черква. Селяните се черкували в храма "Св. Пантелей" в село Ивановци.
Село Гурбановци принадлежи в църковно-административно отношение към Софийска епархия, архиерейско наместничество Кюстендил. Населението изповядва източното православие.

## Обществени институции
- Кметският наместник в с. Ломница отговаря и за селата  Режинци, Чудинци, Ивановци и Гурбановци.

## Исторически, културни и природни забележителности
- Оброк „Свети Петър“ и „Свети Никола Летни“. Намира се на около 700 м източно от гробищата в Долна махала, в местността „Църквище“.
- Оброк „Свети Дух“. Намира се на около 400 метра югозападно от гробищата, в местността "Говедарци, на 150 м. западно от Горна махала.
- Оброк „Свети Илия“. Намира се на около 200 метра югоизточно от гробищата, в местността „Сбирище“, при училището в Средна махала.